# روسيا بوتين
روسيا بوتين هو كتاب تعليق سياسي كتبته الصحفية آنا بوليتكوفسكايا عن الحياة في روسيا الحديثة.

## المحتوى
بوليتكوفسكايا تعتقد بأن روسيا مازالت في هيئة دولة بوليسية، أو دولة مافيا تحت قيادة الرئيس فلاديمير بوتين. وفي مراجعة لأنجوس ماكوين:

| روسيا بوتين | بوليتكوفسكايا تحدثت عن جيش يتعرض فيه المجندون للتعذيب ويعاملون كعبيد. وتحدثت عن القضاة الذين أزيلوا من مناصبهم أو تم الإعتداء عليهم بوحشية في الشارع لعدم اتباعهم للتعليمات "القادمة من الأعلى" لتبرئة المجرمين. ووصفت مناطق معينة في روسيا تهيمن وتسطير عليها شركات لا ضمير لها او تقع تحت حكم اقليات قاسية التي تشبه المافيا المتوحشة مع عسكريين سابقين، وموظفي الخدمات الخاصة لمساعدتهم. وأدانت عمليات الخطف الروتينية، والقتل والإغتصاب، وتعذيب الناس في الشيشان من قبل عسكريين روس وضربت مثالًا لبيوري بودانوف. ذكرت الدولة الفاسدة، والحد الأدنى لشروط تمويل اسطول المحيط الهادئ الروسي، والترسانة النووية في فلاديفوستوك. كما وصفت معهد موسكو سيربسكاي للطب النفسي بسيء السمعة وذكرت الدكتور تمارا بيتشيرنيكوفا الذي اشتُهر بتعذيبه للمعارضين للسوفيتية في سكوشفا في الستينات والسبعينات، وغالبا ما استخدم عقارات مثل هالوبيريدول. وتحكي قصة بافيل فيدليوف مجرم وصفته "بالتافه" الذي اصبح "رئيس الصناعيين ونائب المجلس التشريعي" كنموذج أولي للروسيين الجدد. بوليتكوفسكايا تتهم فلاديمير بوتين والاستخبارات الروسية بخنق الحريات المدنية وتعزيز الفساد بهدف تعزيز إنشاء نظام استبدادي ولكنها تقول في الخاتمة "نحن المسؤولون عن سياسات بوتين". | روسيا بوتين |